# 石川一郎

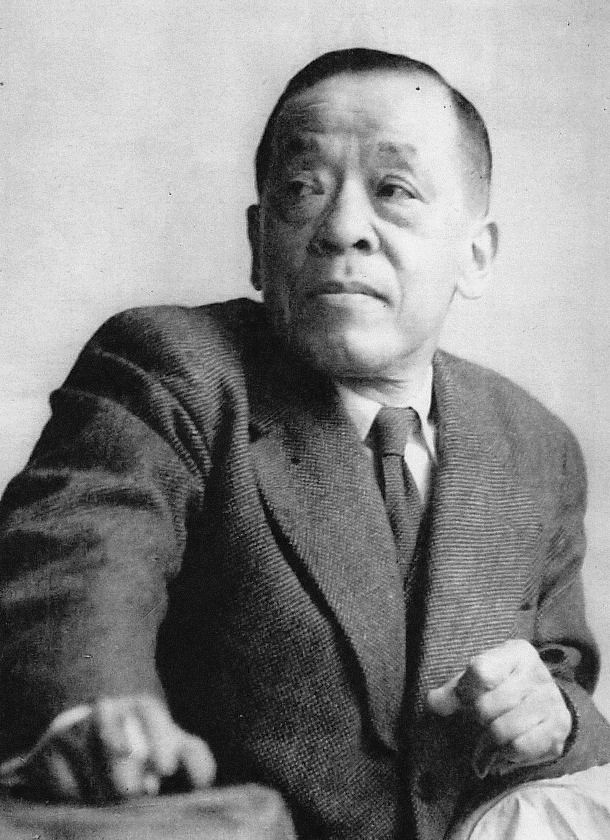
経団連初代会長石川一郎

石川 一郎（いしかわ いちろう、1885年（明治18年）11月5日 - 1970年（昭和45年）1月20日）は、日本の財界人、経営者。位階は正三位。
東京帝国大学助教授、日産化学工業社長を経て、旧経済団体連合会（現日本経済団体連合会）初代会長（在任1948年（昭和23年）～1956年（昭和31年））。日産化学工業元社長、元会長。昭和電工元社長、元会長。

## 来歴・人物
1885年（明治18年）11月5日、東京に生まれる。関東酸曹常務・卯一郎の長男。父・卯一郎は大坂の出身で、石川家は江戸時代、｢宇田屋｣という屋号の商家であった。父は関東酸曹というカセイソーダ製造の化学会社を経営した。
旧制京華中学を出て、1903年（明治36年）旧制第一高等学校工科（二部）に入学。1909年（明治42年）東京帝国大学工科応用化学科を卒業。大学に残り、東京帝国大学工科助教授となる。
1915年（大正4年）に東大を辞し、父卯一郎の経営する関東酸曹に入社する。これは父の懇請によるもので、石川としては学問と実業を橋渡しするという決意のあらわれであった。関西硫酸販売社長、東部硫酸販売会長を経て、1941年（昭和16年）に産業統制によって発足した日産化学工業社長に就任。1942年（昭和17年）化学工業統制会会長（のちに化学工業連盟会長）に就任し、名実ともに戦前における日本の化学工業界のリーダーとなる。1943年（昭和18年）電気化学協会会長。
戦後、化学工業界から、日本経済の中心へ踊りだす。1946年（昭和21年）日本産業協会（日産協）会長、1948年（昭和23年）に発足間もない経済団体連合会（経団連）初代会長に就任した。石川は技術畑で謹厳な性格でもあり、東大助教授出身の学究肌で、近代的な合理性を兼ね備えた経営者であるとして、石川の経団連会長就任に当たっては、新しいタイプの財界指導者の出現と評価された。日本経済が敗戦の混乱にあるとき、経営者の結束を図り協調と共存共栄を説いて回った。経団連会長就任の背景は、当時、「一万田法王」として日本経済に君臨していた一万田尚登日銀総裁との親密関係の賜物であったとされる。また、1946年8月14日、貴族院勅選議員となり、翌年5月2日の貴族院廃止まで在任した。
経団連会長時代は、GHQに占領されていた前期と、講和発効後の後期に分けられる。前期は、賠償、財閥解体、独占禁止法の制定など戦後の経済民主化において日本経済がうまく対応できるようにすることが課題であった。石川はこの間、GHQと折衝し、日本経済界の意見を反映させるように努力している。後期は、防衛産業の育成に力点を置き、経団連に防衛生産委員会を発足させ、国産兵器生産に道を拓いた。この間、1949年（昭和24年）には、昭和電工会長、東京大学生産技術研究所協議会会長、1951年（昭和26年）には、東京電力取締役に就任している。1956年（昭和31年）1月経団連会長を石坂泰三に譲り、退任する。
経団連会長を退任した1956年（昭和31年）に原子力委員会が発足する。石川は経団連会長であった1955年（昭和30年）にすでにジュネーヴ原子力平和利用国際会議の日本首席代表、日本原子力研究所理事長として「原子力の父」ともいうべき存在であったが、さらに原子力委員に就任を要請され、就任する。正力松太郎委員長（国務大臣・科学技術庁長官）のもと、委員には石川のほか、湯川秀樹、藤岡由夫、有澤廣巳らが選ばれ、石川は委員長代理となった。1963年（昭和38年）設立の日本原子力船開発事業団理事長に就任。1964年（昭和39年）カナダ、アメリカに原子力船事業の視察に赴く。勲一等瑞宝章を受章。
晩年は昭和電工相談役の肩書で東京都調布市で暮らす。1970年（昭和45年）1月20日、心臓性喘息のため小平市のブリヂストン東京病院で死去。84歳。死後、政府から正三位勲一等旭日大綬章を追贈された。墓所は豊島区駒込の染井霊園。

## 家族・親族
1914年（大正3年）に関富美子と結婚。
東京大学名誉教授、武蔵工業大学（現東京都市大学）学長の石川馨は長男。鹿島建設（現鹿島）会長、日本商工会議所会頭の石川六郎は六男（誕生日は同じ11月5日(1925年)）。厚生大臣下条進一郎の妻・裕代は娘。衆議院議員下条みつは孫。